# Clan Date
Clan Date (伊達氏 Date-shi?) era un linaje de daimyō que controló el norte de Japón (la región de Tōhoku) a finales del siglo XVI y en el período Edo. Su miembro más famoso era Date Masamune, quien estableció el poder de la familia vengando la muerte de su padre y con el apoyo de Tokugawa Ieyasu.

Take-ni-suzum, el Kamon personal de Date Masamune.

El clan fue fundado a principios del período Kamakura (1185-1333) por Isa Tomomune que venía de la provincia de Hitachi (ahora Prefectura de Ibaraki), más precisamente del distrito de Isa. La familia se instaló en el distrito Date y tomó su nombre de aquel distrito (actual Prefectura de Fukushima) de la Provincia de Mutsu que había sido concedida a Isa Tomune por Minamoto no Yoritomo, el primer shōgun del período Kamakura, por su ayuda en las Guerras Genpei

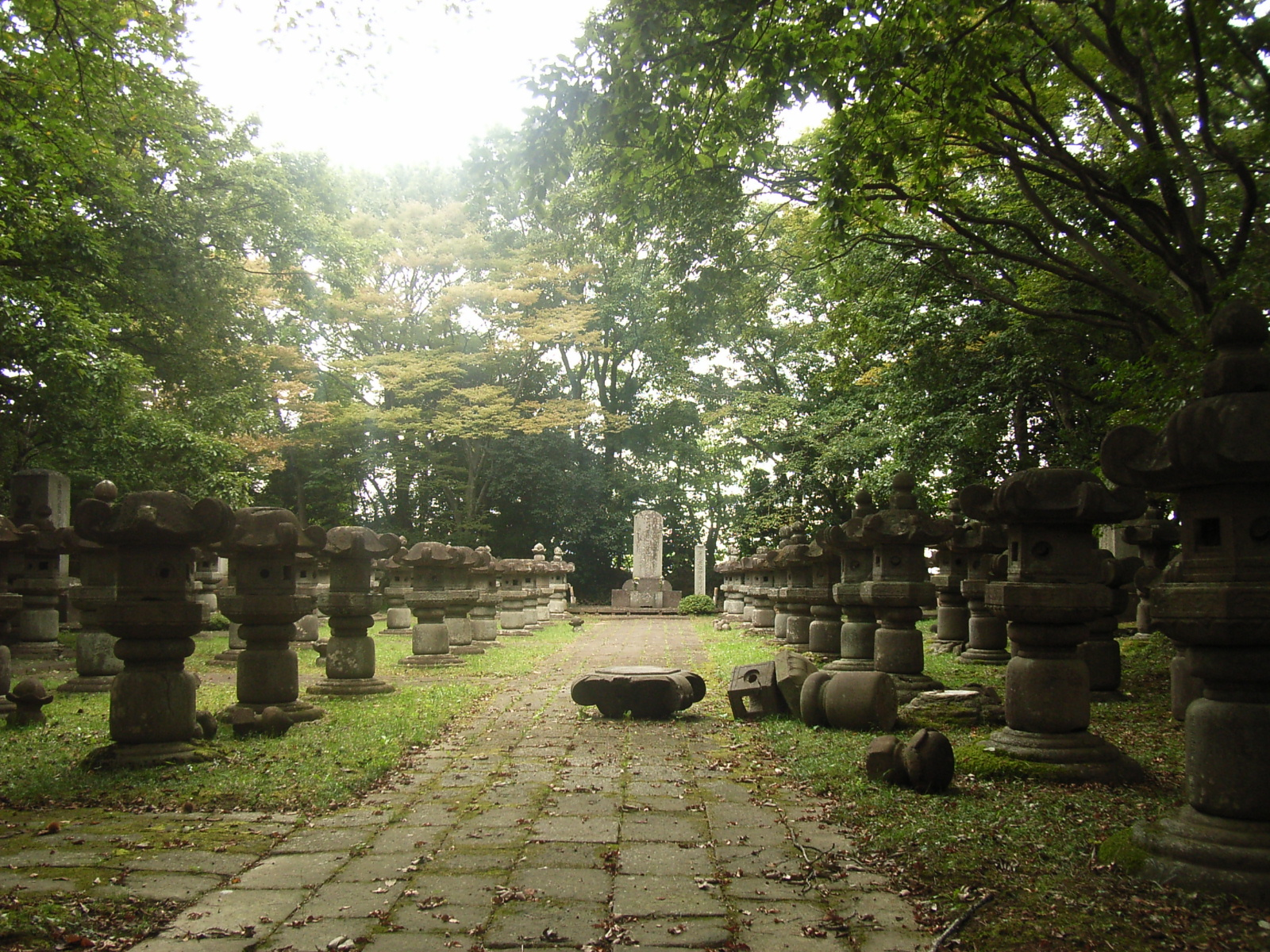
Tumba del clan Date, en el templo de Dainen.

Durante las guerras de Nanboku-cho en 1330, El clan apoyó la Corte Imperial Sur del Emperador Go-Daigo contra Kitabatake Akiie quien había sido designado por el Emperador Chinjufu Shōgun o Comandante en Jefe de la Defensa del Norte.
Como los señores de la guerra ganaron y perdieron poder, tratando de unificar el país en el período Sengoku, el clan Date en conjunto con otras familias poderosas, hicieron todo lo posible para conservar la independencia y la dominación de sus secciones de tierra (en el caso de la familia Date, el lejano norte). Sin embargo no consiguieron la fama ni el poder de Oda Nobunaga, Uesugi Kenshin o Toyotomi Hideyoshi. Ellos resistieron las invasiones de estos señores de la guerra en el norte. Este clan dominó los territorios de Iwate, Ugo, Uzen, Miyagi y Fukushima.

## Miembros
| Siglo XIV - Date Muneto (1324-1385) - Date Masamune (1353-1405) - Date Ujimune (1371-1412) - Date Mochimune (1393-1469) Siglo XV - Date Narimune (1435-1487?) - Date Hisamune (1453-1514) - Date Tanemune (1488-1565) Siglo XVI - Date Harumune (1519-1577)- abuelo de Masamune, fue un líder del clan Date y pasó luego a Terumune - Date Terumune (1544-1584 o 1585) - padre de Masamune, asesinado por Hatakeyama Yoshitsugu - Date Masamune (1567-1636) - hijo de Date Terumune, gran líder de la Familia Date, estableció el poder de la familia en Sendai - Date Masamichi (1578-1590) - Date Hidemune (1591-1658) - Date Tadamune (1599-1658) - Date Shuyu (15??-1642) - Date Munesane (?? - ??) - Date Munekatsu | Siglo XVII - Date Munetomo - Date Munetsuna (1603-1618) - Date Munenobu (1603-1627) - Date Munehiro (1612-1644) - Date Munetoki (1615-1653) - Date Torachiyomaru (1624-1630) - Date Muneyoshi (1625-1678) - Date Mitsumune (1627-1645) - Date Munetoshi (1634-1708) - Date Munezumi (1636-1708) - Date Sourin (1640-1670) - Date Tsunamune (1640-1711) - Date Munefusa (1646-1686) - Date Tsunamura (1659-1719) - Date Munenori (1673-1694) - Date Yoshimura (1680-1751) - Date Muratoyo (1682-1737) - Date Muraoki (1683-1767) - Date Muranari (1686-1726) - Date Murasen (1698-1744) Siglo XVIII - Date Murasumi (1717-1735) - Date Muranobu (1720-1765) - Date Murakata (1745-1790) - Date Murayoshi (1778-1820) | Siglo XIX - Date Yoshitaka (1812-1862) - Date Yoshikuni (1825-1874) - Date Kunninei (1830-1874) - Date Kuninao (1834-1891) - Date Kuninari (1841-1904) - Date Munemoto (1866-1917) - Date Takeshiro (1868-1908) - Date Kunimune (1870-1923) Siglo XX - Date Okimune (1906-1947) - Date Munehide (1908-1964) - Date Munemi (1918-1982) - Date Sadamune (1937-1981) - Date Yasumune (1959-) |